# شهرستان اسکس (ورمانت)
شهرستان اسکس واقع در ایالت ورمانت است. جمعیت این شهرستان بر اساس سرشماری سال ۲۰۱۰ آمریکا ۶۰۳۶ نفر گزارش شده‌است که کم جمعیت‌ترین شهرستان هم در ورمانت و هم در تمام نیوانگلند است. مرکز شهرستان اسکس، شهر گیلدهال است.این شهرستان در سال ۱۷۹۲ بنیانگذاری شده‌است.